# STEP 7

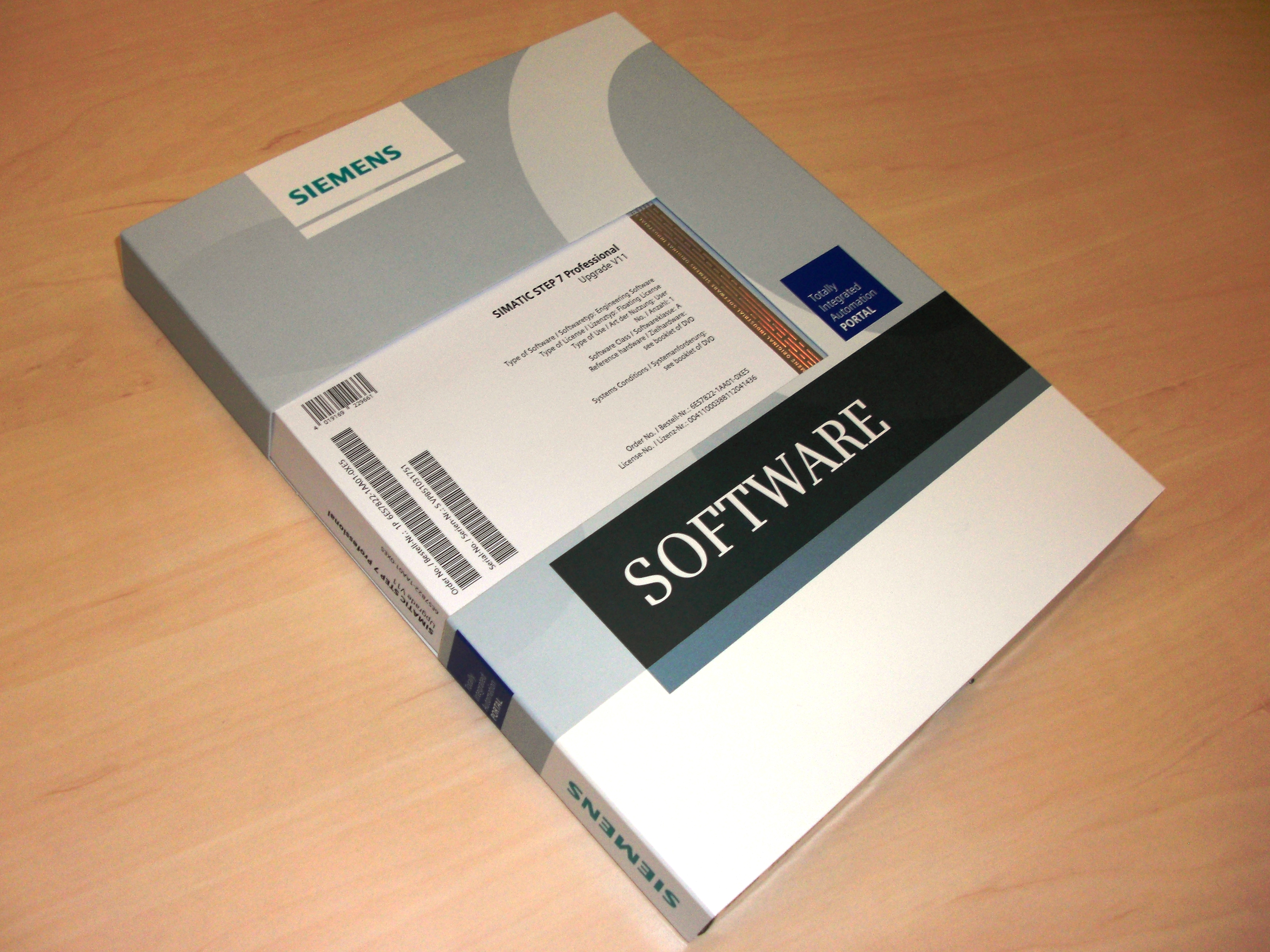
STEP7 V11 (TIA Portál) szoftvercsomag

A STEP 7 a Siemens Simatic S7 termékcsaládjához tartozó programozható logikai vezérlők (PLC) programozására alkalmas szoftver. A legújabb változataiba (TIA Portál) már a megjelenítők (HMI-k, WinCC) projektálását is integrálták. A Step 7, sok más programozási rendszerhez hasonlóan az IEC 61131-3 előírásaiank megfelelően lett kialakítva. A "STEP" (lépés) termékelnevezés a STeuerungen Einfach Programmieren (vezérlőket egyszerűen programozni) szóösszetételből származik.

## Leírása
A STEP 7 alapváltozataiban a  következő – DIN EN 61131-3 szabványnak megfeleltetett – programozási nyelvekkel lehet szoftvert fejleszteni:
- FUP – Funktionsplan (angolul FBL – Function Block Language)
- KOP – Kontaktplan, létradiagram (angolul LD – Ladder Diagram)
- AWL – Anweisungsliste, utasításlista (angolul STL – Statement List)

Ezeken kívül a bővített változatokban az alábbi nyelvek is alkalmazhatók:
- S7-SCL – Structured Control Language, strukturált szöveg (magasszintű, Pascal-szerű nyelv)
- S7-Graph – Gráf (angolul SFC – Sequential function chart; grafikusan programozható szekvencianyelv)

A TIA Portálok esetén az alap (Basic) verzióban a KOP, FUP és SCL érhető el, afölött az AWL is.
Opcionálisan elérhető nyelvek:
- S7 HiGraph – grafikusan programozható állapotgráf
- S7 CFC –  Continuous Function Chart (grafikus projektálási felület)

Az SCL és az AWL szöveges, az összes többi grafikus programozási felület. Az SCL szintaktikája az általános célú Pascal nyelvvel egyezik meg, míg az AWL Assembly szintű (gépi-kód közeli) programozást tesz lehetővé.  
A programozási blokkokat FB-kkel (Funktionsbaustein) vagy FC-kel (Function) lehet megvalósítani, az adatkezelés adatblokkokban (DB, Datenbaustein), vagy memóriacímzésekkel (Merker) oldható meg. A be- és kimenetek olvasása és írása a programokból közvetlenül megvalósítható. A változók szimbolikus nevekkel jelölhetők. 
A keretrendszer állapotfigyelési, keresztreferencia és trendállítási eszközöket is tartalmaz.

## STEP 7 generációk
Az 1995-ben piacra dobott STEP 7 elődje az STEP 5 programrendszer volt. A STEP5-tel lehetett az S5 PLC-ket programozni. A STEP7-et 2009-ben a TIA Portál váltotta, ezzel "visszamenőleg" lehet programozni a régebbi S7 típusú PLC-k egy részét, de alapvetően az S7-1200 és S7-1500-as PLC sorozatok programozását szolgálja. 
Míg a STEP 7 alapértelmezett kommunikációja az RS-485 bázisú MPI (vagy PPI) volt, a TIA portál esetén ezt a szerepet a ProfiNet vette át. A TIA Portál és a klasszikus STEP 7 részben kompatibilis, de a programozási elvek változása miatt (például DB optimalizálás) ezt a kérdést óvatosan kell kezelni. A TIA Portál két változatban került a piacra, az alap és professzionális változatok között jelentős különbségek vannak:
SIMATIC STEP 7 Basic (TIA Portal): Alapvetően az S7-1200-as sorozat programozására szolgál, integrált fejlesztői nyelvek: KOP, FUP, SCL. A csomag a WinCC Basic-et is tartalmazza.
SIMATIC STEP 7 Professional (TIA Portal): A Simatic S7-300, S7-400, S7-1200, S7-1500 PLC sorozatok programozására alkalmas. Integrált programozási nyelvek: KOP, FUP, SCL, AWL, Graph. Tartalmazza továbbá a "Motion-control" és "High Speed Counter" bővítményeket az S7-1500-hoz, illetve a PID csomagot.

## STEP 7 licencek
A STEP7 licencek árképzése nem tekinthető visszafogottnak. A rendkívül szerteágazó licenc-lehetőségek miatt nagyon alaposan tájékozódni kell a licenc vásárlása előtt, hogy az adott termékre, fejlesztésre tényleg alkalmas legyen. Projekt-migrálás esetén az upgrade-elésre kerülő projektnek is rendelkeznie kell megfelelő licencekkel. Jellemzően minden bővítmény és Power pack használata saját licencet igényel.

## Jelenleg
A klasszikus STEP 7 aktuális változata a 2017-ben kiadott STEP 7 V5.6, a TIA Portál jelenlegi utolsó verziója a TIA 15.1, ami 2018-ban került a piacra.

## Fordítás
- Ez a szócikk részben vagy egészben  a   STEP 7 című német Wikipédia-szócikk ezen változatának fordításán alapul.  Az eredeti cikk szerkesztőit annak laptörténete sorolja fel. Ez a jelzés csupán a megfogalmazás eredetét és a szerzői jogokat jelzi, nem szolgál a cikkben szereplő információk forrásmegjelöléseként.

## Kapcsolódó oldalak
- S7 változótípusok, OB-k (magyar nyelven). [2020. szeptember 21-i dátummal az eredetiből archiválva]. (Hozzáférés: 2019. augusztus 23.)
- Simatic Step 7 AWL utasításkészlet (példákkal) (magyar nyelven). [2020. szeptember 24-i dátummal az eredetiből archiválva]. (Hozzáférés: 2019. augusztus 23.)